# فيلي أكيرمان
فيلي أكيرمان (بالإنجليزية: Willie Ackerman)‏ هو طبال أمريكي، ولد في 1 مايو 1939 في ناشفيل في الولايات المتحدة، وتوفي في 13 ديسمبر 2012.

## وصلات خارجية
- فيلي أكيرمان على موقع ميوزك برينز (الإنجليزية)
- فيلي أكيرمان على موقع ديسكوغز (الإنجليزية)